# Presa de Villalcampo
La presa de Villalcampo, también conocida como salto de Villalcampo, es una obra de ingeniería hidroeléctrica construida en el curso medio del río Duero. Está situada a 6 km de Villalcampo, en la provincia de Zamora, Castilla y León, España. Fue inaugurado el 27 de julio de 1949.
El tramo en el que se sitúa se conoce como los arribes del Duero, una profunda depresión geográfica originada por la erosión milenaria del río.
Al lado de la presa se sitúa el poblado del Salto de Villalcampo, levantado para las familias de los empleados en el mantenimiento de la central hidroeléctrica. Desde finales de los años noventa, y debido a la automatización de la central hidroeléctrica, las viviendas fueron abandonadas..
Forma parte del sistema Saltos del Duero junto con las infraestructuras instaladas en Aldeadávila, Almendra, Castro, Ricobayo y Saucelle.

## Véase también

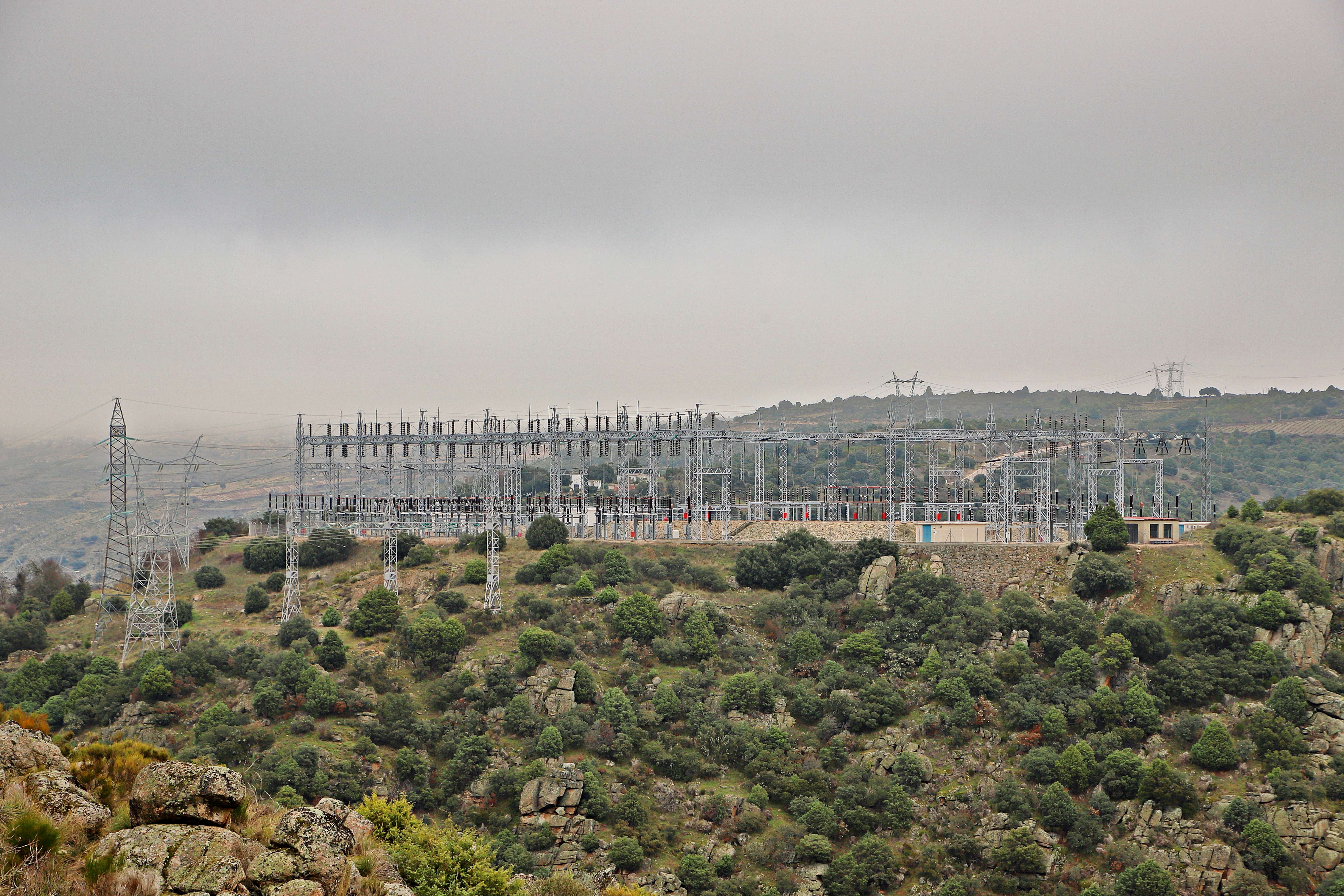
Subestación eléctrica